# Obrzyca
Die Raule Obra (Obrzyca) ist ein etwa 66 km langer rechter Nebenfluss der Oder im Westen Polens. 
Die Raule Obra entwässert den Schlawasee (Jezioro Sławskie) gleichsam als Fortsetzung von dessen Hauptzufluss Zahn (Czernica) und nimmt später die Faule Obra (Leniwa Obra) auf.
Die wichtigsten Orte an der Obrzyca sind Konotop, Kargowa, Chwalim und Smolno Wielkie.